# 今市子
今 市子（いま いちこ、4月11日 - ）は、日本の漫画家。富山県氷見市出身。東京女子大学文理学部卒業。AB型。

## 経歴・人物
小学生のころから絵を描いており、姉の影響で高校生の頃から漫画を描き始める。萩尾望都『ポーの一族』にはまり、大島弓子、文月今日子などの少女漫画のファンだった。大学時代には、東京女子大学漫画研究会の会誌「やっはるーっ」の8期生として活動し、デビュー前後には「ななつのこ合唱団」というサークルで同人活動をしていた。また、この頃発表した作品が商業誌作品の原型であるというものも少なくない。大学時代に漫画家の友人のところに来ていた編集者が同人誌を見て声をかけ、雑誌に掲載されたことがある。その結果はあまり芳しくなく、アシスタントと同人活動を続け、森川久美・山岸凉子・宮脇明子・ささやななえらのアシスタントを務めた。11年くらい後、1993年に『コミックイマージュ』vol.6（白夜書房）に掲載の『マイ・ビューティフル・グリーンパレス』で公式にデビュー。コミティアのイベントに来ていた『ネムキ』（朝日ソノラマ）の編集者が同人誌を見て、その縁で『ネムキ』で描くようになる。和風ホラーの読み切り『精進おとしの客』が編集に好評で、それを膨らませて『百鬼夜行抄』の連載が始まる。（これ以前にホラーに興味はなく、ホラーらしいホラーを描いたこともなかった）
代表作に『百鬼夜行抄』、『あしながおじさん達の行方』、『楽園まであともうちょっと』などがある。ホラー、ボーイズラブ、ファンタジー、エッセイ漫画など多彩なジャンルを手がける。また、著書の『文鳥様と私』などからも分かるように、多数の文鳥と暮らす愛鳥家でもある。
なお、ペンネームの「今市子」というのは、「イマイチ」に子をつけたもので、友人と冗談で話しているうちに決まったものということである（ちなみに「市子」には「巫女・神子」の意味もある）。
- 1995年 - 『ネムキ』vol.23（朝日ソノラマ）にて『百鬼夜行抄』を連載開始。2020年現在も連載中である。
- 2001年1月 - 『僕は旅をする』が「世にも奇妙な物語」にて稲垣吾郎主演で映像化される。
- 2005年12月 - 「平成17年度（第9回）文化庁メディア芸術祭」マンガ部門審査委員会推薦作品に『百鬼夜行抄』が選ばれる。
- 2006年12月 - 『百鬼夜行抄』で「平成18年度（第10回）文化庁メディア芸術祭」マンガ部門優秀賞を受賞。
- 2007年2月・3月 - 『百鬼夜行抄』が日本テレビの黄金の舌枠でドラマ化される。

## 作品リスト
以下初出の掲載誌の出版社に関わらず、現在出版されているコミックスの出版社でまとめる。

### コミックス

#### 白夜書房
- マイ・ビューティフル・グリーンパレス（1993年、コミックイマージュ、白夜書房）
  - 「マイ ビューティフル グリーン パレス」
  - 「魚の破片」
  - 「肖像」
  - 「LUNRY STONE」
  - 「最後の夏休み」
  - 「夜の雫」
  - 「六月病」

#### あおば出版
- 笑わない人魚（1996年、COO、オークラ出版）
  - 「笑わない人魚」
  - 「青髭の友人」（1997年、COO）
  - 「真夏の城」（1998年、COO）
  - 「回遊魚の孤独」

- 文鳥様と私
  - 旧版1-8・愛蔵版1.2（1996年 - 2006年、新装版はBbmfマガジンにて発行）

#### 朝日ソノラマ
- 懐かしい花の思い出（1994年、ネムキ）
  - 「懐かしい花の思い出」 （ 『ネムキ 』 1997年 Vol．20）
  - 「夏服の少女」 （ 『ネムキ 』 1993年 Vol．13）
  - 「眠りにつく前牛乳を」 （ 『ネムキ』 1994年 Vol．19）
  - 「最後の夏休み」 （ 同人誌、1990年 ）
  - 「マイ・ビューティフル・グリーンパレス」 （ 『コミックイマージュ』 1993年）
  - 「六月病」 （ 書き下ろし 1994年 ）
  - 「夜の雫」 （ 同人誌 1992年 ）
  - 「ユディトの帰還 Ⅰ」 （ 同人誌 1991年 ）
  - 「ユディトの帰還 Ⅱ」 （ 同人誌 1992年 ）
  - 「神々の花」 （ 同人誌 1993年 ）
  - 「懐かしい恥の思い出 」 （ 作者あとがき ）
  - 「懐かしい花の思い出」 ISBN 9784257721437（ソノラマコミック文庫 2002年）

- 砂の上の楽園（1996年、ネムキ）
  - 「砂の上の楽園」 （ 『ネムキ』 1996年 Vol．30 ）
  - 「僕は旅をする」 （ 『ネムキ』 1994年 Vol．22 ）
  - 「雨になればいい」( 『ネムキ』 1996年 11月号）
  - 「夜の森の底に」 （ 『ネムキ』 1997年 3月号  ）
  - タイム・カプセル（作者あとがき　解説）
  - 「砂の上の楽園」 ISBN 4257721391（ソノラマコミック文庫 2001年）

- 孤島の姫君
  - 赤い袖（1998年、ネムキ）
  - 沈黙（2000年、ネムキ）
  - 真夜中の食卓（1999年、ネムキ増刊・今市子特集号）
  - 遺影がない! （2000年、ネムキ増刊・大ピンチ!）
  - 孤島の姫君　（2001年、ネムキ）
  - 美しき獣たち（2006年）

- 百鬼夜行抄（1995年 - 連載中、ネムキ）

#### 一水社
- GAME（1993年 - 1996年、Xi〔ザイ〕 → homme〔オム〕、一水社） - 2006年に祥伝社より再版

#### 雑草社
- 五つの箱の物語（1995年 - 1996年、小説イマージュクラブ、白夜書房）
  - 「第一の箱 落日」 （1995年 小説イマージュクラブ 7月号 白夜書房）
  - 「第二の箱 君といつまでも休日」 （1995年 小説イマージュクラブ 9月号 白夜書房）
  - 「第三の箱 エレベータのパンドラ」 （1995年 小説イマージュクラブ 11月号 白夜書房）
  - 「第四の箱 雪の下の柩」 （1996年 小説イマージュクラブ 1月号 白夜書房）
  - 「第五の箱 あたたかい箱」 （1996年 小説イマージュクラブ 3月号 白夜書房）
  - 図書館で会いたい（1993年、コミックイマージュ、白夜書房）
  - 僕らの季節（1993年、コミックイマージュ）
  - へんなやつら（1994年、コミックイマージュ）
  - 花曇り（1995年、コミックイマージュDX、白夜書房）

#### 集英社
- 岸辺の唄（2000年 - 2001年、コミックアイズ、発行：ホーム社・出版：集英社）
- 雲を殺した男（2005年、幻想ファンタジー、発行：ホーム社・出版：集英社）
- 盗賊の水さし（2007年、幻想ファンタジー、発行：ホーム社・出版：集英社）
- 北の皇子と南の魚（2015年、eyesコミックス）
- 枯れ野の花嫁（2016年、eyesコミックス）
- 月影の長城（2018年、eyesコミックス）
- 砂の下の調べ（2019年、eyesコミックス）

#### 祥伝社
- GAME（1993年 - 1996年、Xi〔ザイ〕 → homme〔オム〕、一水社）

#### 少年画報社
- 夜と星のむこう（2000年 - 不定期連載中、アワーズガール → ヤングキングアワーズ、少年画報社、既刊1巻（2007年 - ））

#### 徳間書店
- 幻月楼奇譚（Chara、徳間書店）

#### Bbmfマガジン
- 文鳥様と私 / 新装版（2009年 - ）

#### フロンティアワークス
- いとこ同士
- B級グルメ倶楽部

#### 芳文社
- 大人の問題（1995年 - 1997年、花音、芳文社）
- あしながおじさん達の行方（1998年 - 1999年、花音、芳文社）
- 楽園まであともうちょっと（花音、芳文社）
- 僕のやさしいお兄さん（花音、芳文社）
- ホームレス・サラリーマン（花音、芳文社）

#### ムービック
- いとこ同士 - 2006年にフロンティアワークスから再版

#### 学研プラス
- 鏡花あやかし秘帖シリーズ（原作・橘みれい・ノーラコミックス）
  - 鏡花あやかし秘帖（2012年）
  - 鏡花あやかし秘帖 華（2015年）
  - 鏡花あやかし秘帖 月（2016年）
  - 鏡花あやかし秘帖 完全版 上下巻（2018年） - 上記3巻に描きおろしを追加したもの

### 画集
- 夕景 今市子画集 ISBN 4257035536（1999年、朝日ソノラマ）
- 大人の塗り絵画集 ― 花と文鳥 ISBN 9784873177502（2006年、あおば出版）
- 今市子画集「錆の泉」ISBN 9784834284218（2010年、ホーム社）

#### 百鬼夜行抄
- 画集〔百鬼夜行抄〕 ISBN 4257036621（2002年、朝日ソノラマ）
- 百鬼夜行抄イラストコレクション ISBN 9784257036982（2004年、朝日ソノラマ）
- 画集〔百鬼夜行抄〕・第二集 夜隠 ISBN 4257037385（2006年、朝日ソノラマ）
- 画集　百鬼夜行抄 第二集 夜隠 ISBN 9784022138057（2007年、朝日新聞出版）
- 画集　百鬼夜行抄 第三集 幻灯 ISBN 9784022138231（2012年、朝日新聞出版）

### 雑誌
- ネムキ10月号増刊 今市子特集号（1999年、朝日ソノラマ）
- ネムキ9月号増刊 百鬼夜行抄特集号（2006年、朝日ソノラマ）

## 師匠
- 森川久美
- 山岸凉子
- 宮脇明子
- ささやななえ